# 长江中路
长江中路，为中国安徽省合肥市的一条东西方向干道，西起环城西路，东至凤凰桥，基于原合肥城内西平门大街·前大街·时雍门大街而建，长约3公里，西与长江西路相接，东与长江东大街相连，经过金寨路、徽州大道、马鞍山路等多条南北干道。沿路重要的建筑有合肥六中、中国招商银行合肥分行、中国银行安徽省分行、安徽省教育科学研究院等。

## 轨道交通
- █ 2号线：三孝口⇄四牌楼